# Grottes de Ghatotkacha
Les grottes de Ghatotkacha sont situées à 18 km à l'ouest du village d'Ajantha et donc des grottes d'Ajanta, à proximité du village de Janjala (Maharashtra), en Inde.  
Il y a trois grottes bouddhiques, soit une chaitya et deux viharas. Les grottes ont été creusées au VIe siècle, et ont été influencées par le Bouddhisme Mahayana.
On y trouve une inscription donatoire d'un ministre de la dynastie des Vakatakas. L'inscription mentionne le Buddha, le Dharma et le  Sangha.
Selon la Maharashtra Tourism Development Corporation l'accès aux grottes est plutôt difficile.

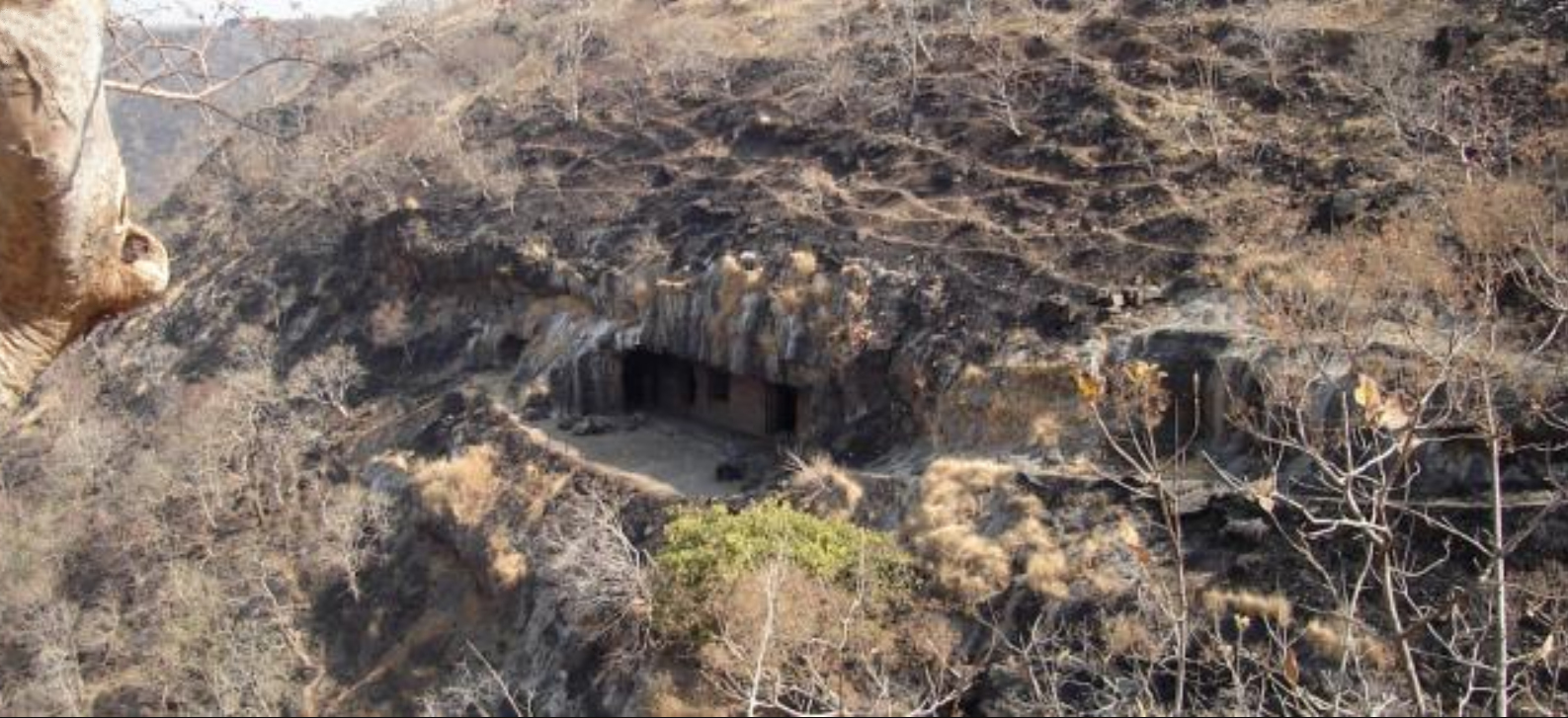
Les grottes de Ghatotkacha et leur environnement.